# Viola Wedekind

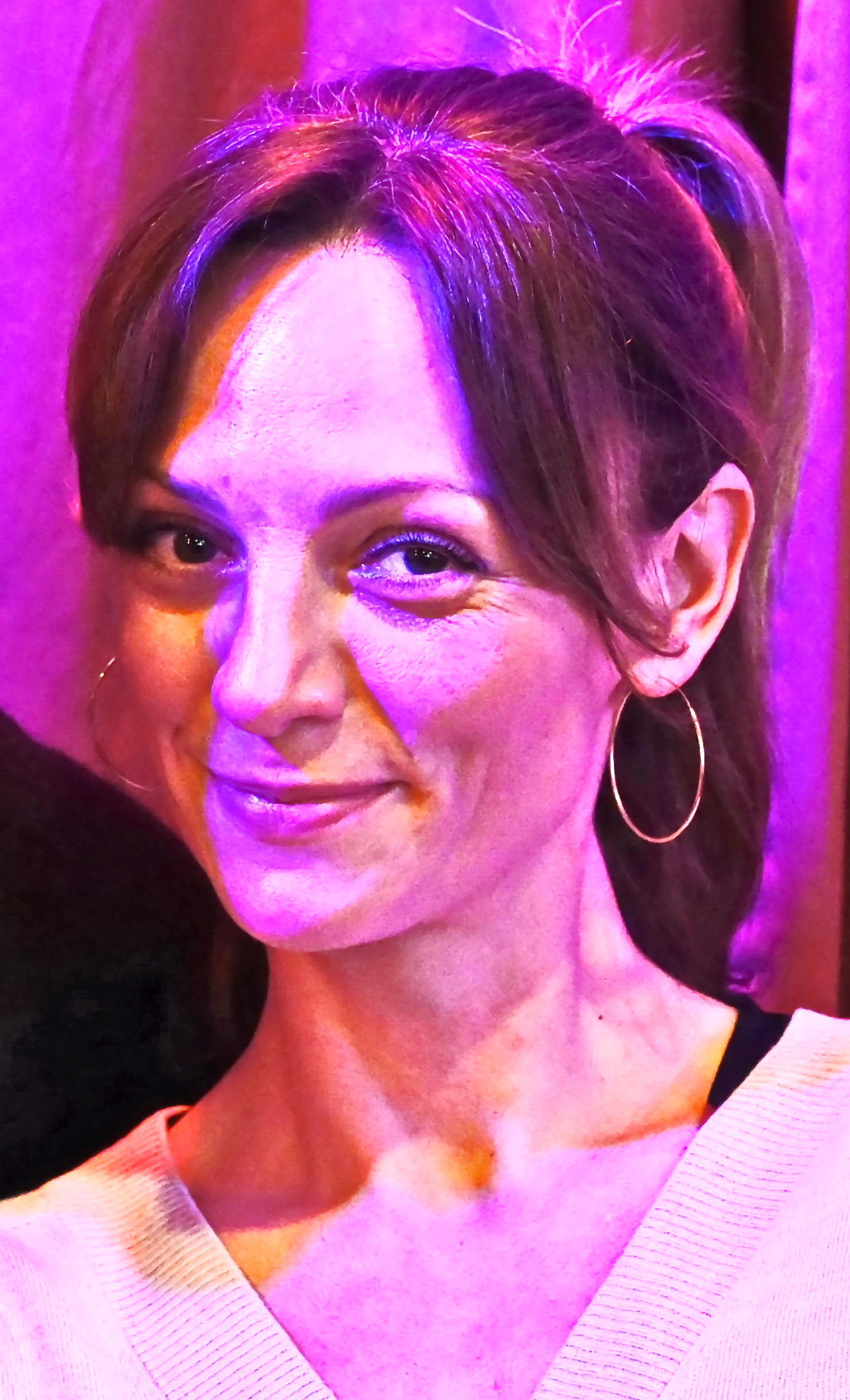
Viola Wedekind (2021)

Viola Wedekind (* 27. Januar 1978 in Hamburg) ist eine deutsche Schauspielerin.

## Leben
Viola Wedekind ist die Tochter der Schauspielerin Angelika Wedekind und des Regisseurs Michael Wedekind, die Nichte des Schauspieler-Ehepaares Claudia Wedekind und Hansjörg Felmy und die Enkelin des Intendanten Hermann Wedekind.
Sie wuchs in ihrer Geburtsstadt Hamburg auf. Ihr Abitur erlangte sie auf dem Allhallows College in England, das sie von 1994 bis 1996 besuchte. Danach arbeitete sie zuerst in der Redaktion von Fernsehen aus Berlin. Außerdem war sie als Moderatorin und Synchronsprecherin tätig.
Sie ist ausgebildete Fremdsprachenkorrespondentin für Englisch und Spanisch. Ihre Ausbildung absolvierte sie bei inlingua. Ihren Abschluss erlangte sie vor der Handelskammer Hamburg.
Seit ihrer Kindheit sammelte Wedekind praktische Erfahrungen als Schauspielerin. Sie nahm auch Unterricht bei ihren Eltern Angelika Wedekind (freie Schauspielerin und Kabarettistin, Theater des Westens, Münchner Lach- und Schießgesellschaft, Wicked) und Michael Wedekind (freier Theater- und Opern-Regisseur und Intendant). Außerdem absolvierte sie vier Jahre Unterricht an der Stage School Hamburg im Bereich Tanz. Ihre Gesangslehrer waren Terez Farkas und Gertraud Wagner. Die staatliche Schauspielprüfung erfolgte 2003 durch die ZAV Hamburg. Weitere Lehrer im Bereich Schauspiel waren Frank Betzelt und Greta Amend.
Seit 2002 steht Wedekind als Schauspielerin vor der Kamera. Von Juni bis August 2016 (Folge 2479 bis 2505) war Wedekind in der ARD-Telenovela Sturm der Liebe in der Nebenrolle der Dr. Friederike Breuer zu sehen. Von März 2020 bis Juni 2022 (Folge 3350 bis 3856) verkörperte sie die intrigante Ariane Kalenberg, die von der 16. bis zur 18. Serienstaffel als Antagonistin fungierte.
2022 ließ sich Wedekind zusätzlich zum staatlich zertifizierten systemischen Coach bei radius Institut für Kommunikation und Konfliktmanagement ausbilden.

### Privates
Ab 2008 war Wedekind mit dem Schauspieler Jacques Breuer (1956–2024) verheiratet. Das Paar suchte für seinen Kinderwunsch einen Samenspender, den es 2017 über Tinder im Lehrer Michael Fischer fand. Es entstand jedoch eine Beziehung zwischen Wedekind und Fischer. Der gemeinsame Sohn wurde 2019 geboren. Doch nach der Ehe ging auch diese Beziehung auseinander.
Im Juni 2022 gab Wedekind eine neue Liaison mit ihrem Schauspielkollegen Sven Waasner bekannt.
Viola Wedekind lebt in München.

## Filmografie
- 2002: Mittagsruhe (Kurzfilm)
- 2003–2007: Die Rettungsflieger (Fernsehserie, 31 Folgen)
- 2005: 4 gegen Z (Fernsehserie, 1 Folge)
- 2011: Elite Partner (Kurzfilm)
- 2012: Crash (Kurzfilm)
- 2012: Date Doktor (Kurzfilm)
- 2012: Morden im Norden (Fernsehserie, 1 Folge)
- 2014: Die Garmisch-Cops (Fernsehserie, 1 Folge)
- 2014: SOKO München (Fernsehserie, 1 Folge)
- 2015–2022: Die Rosenheim-Cops (Fernsehserie, 3 Folgen, verschiedene Rollen)
- 2016: Sturm der Liebe (Fernsehserie, 27 Folgen)
- 2017: Tatort: Die Liebe, ein seltsames Spiel (Fernsehreihe)
- 2020–2022: Sturm der Liebe (Fernsehserie, 507 Folgen)
- 2024: Aktenzeichen XY … ungelöst (TV-Reihe, 1 Folge)
- 2025: Der Alte (Fernsehserie, 1 Folge)

## Theater
- seit 2001: Soloprogramme mit Klavierbegleitung (u. a. Altonaer Theater Hamburg, Jüdisches Theater Schachar Hamburg, Renitenztheater Stuttgart)
- 2002: Pippi Langstrumpf (Theater für Kinder Hamburg)
- 2003 bis 2005: Engagement am Schloßtheater Celle, u. a. folgende Stücke: Leonce und Lena, Orpheus in der Unterwelt, Der eingebildete Kranke, Wassa Schelesnowa, Die Strategie der Schmetterlinge, Herr Puntila und sein Knecht Matti, Die Direktoren, Weh dem, der lügt, Komödie im Dunkeln
- 2005: Kiss me Kate (Schloßtheater Celle)
- 2006: Venedig im Schnee (Grenzlandtheater Aachen)
- 2006: Um die Wurst (Theater Halle 7 München)
- 2007: Schuld war nur der Bossa Nova (Schloßtheater Celle)
- 2007: Ausser Kontrolle (Theater am Kurfürstendamm Berlin)
- 2009: Eine provenzalische Nacht (Theater am Dom Köln, Theater an der Kö Düsseldorf)
- 2010: Im Himmel ist kein Zimmer frei (Komödie im Bayerischen Hof München)
- 2010: Ausser Kontrolle (Komödie Winterhuder Fährhaus Hamburg)
- 2010: Venedig im Schnee (Schauspielbühnen Stuttgart)
- 2011: Der Mann, der sich nicht traut (Contra-Kreis-Theater Bonn)
- 2012: Die Hose (Festspiele Heppenheim)
- 2012: Madame, es ist angerichtet (Die Komödie Frankfurt)
- 2013: Der Mann, der sich nicht traut (Komödie im Bayerischen Hof München)
- 2013: Der Mentor (Fritz-Rémond-Theater Frankfurt)
- 2013: Der Mustergatte (Komödie Frankfurt)
- 2014: Noch einmal, aber besser – UA (Theater an der Kö Düsseldorf)
- 2015: Eine Couch in New York – UA (Schauspielbühnen Stuttgart, Fritz-Rémond-Theater Frankfurt, Komödie im Bayerischen Hof und Münchner Tournee)
- 2017–2019: Aufguss – Eine Wellness-Komödie (Komödie Winterhuder Fährhaus, Kammertheater Karlsruhe, Komödie am Altstadtmarkt Braunschweig und Tournee)
- 2019: Die Niere (Fritz-Rémond-Theater Frankfurt)
- 2021: MEIER MÜLLER SCHULZ oder Nie wieder einsam (Theater Drehleier, München)
- 2022: Alle unter eine Tanne (Komödie im Bayerischen Hof München)